# Sakter

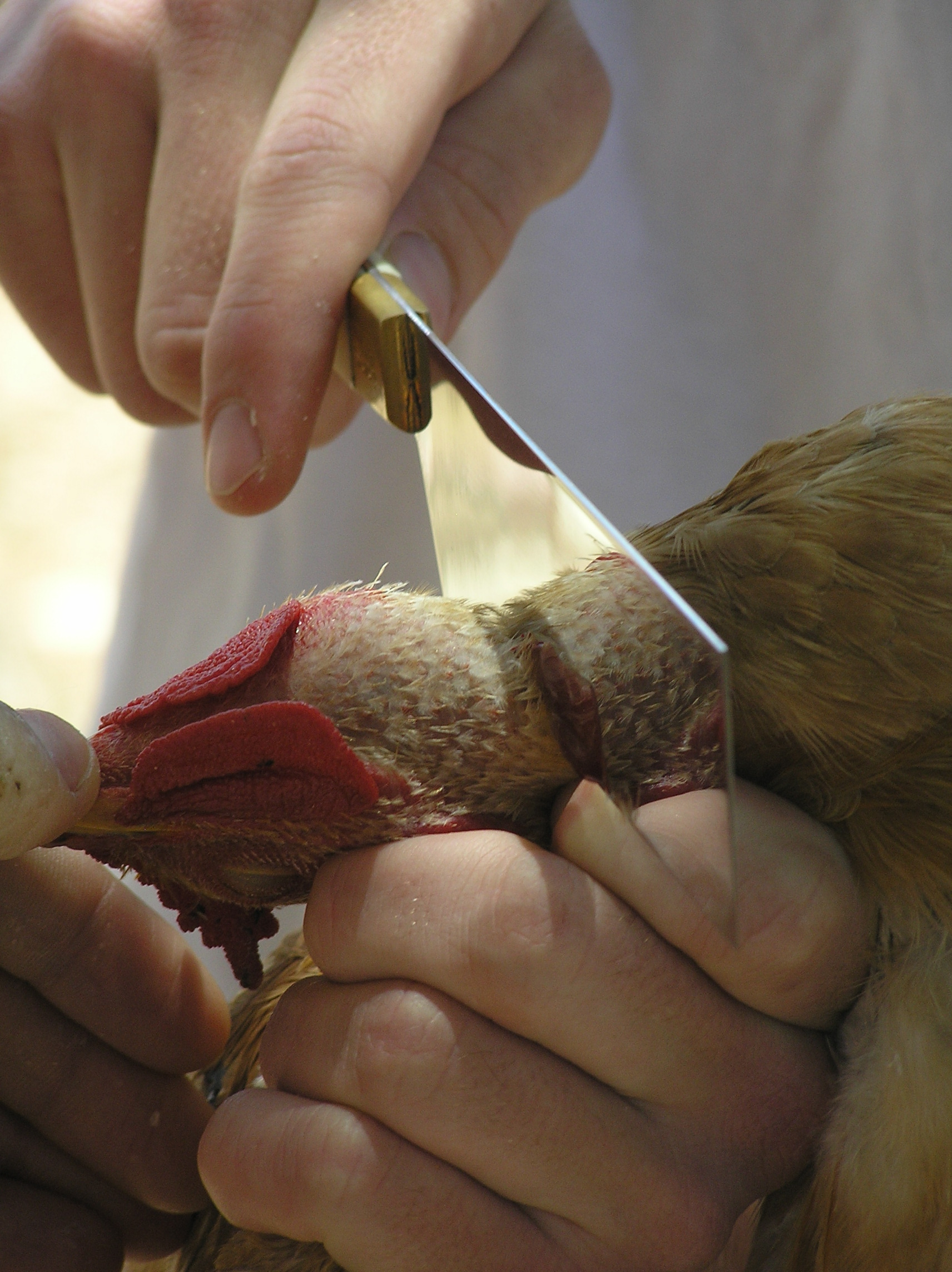
Sehita (Héber:שחיטה)

A zsidó konyha csak olyan állat húsát használja fel, amely a Tóra által megállapított jelek alapján ehető és szabályosan lett vágva, szakképzett metsző által. Tradicionális kóser húst csak az arra hivatott szakképzett ember, a sakter vagy sajchet vághat. Magyarul "metsző" a közkeletű elnevezése. Héberül: שוחט ובודק sochét ubodék = „vágó és vizsgáló”. A zsidó mészáros, a sajchet véres munkáját sokan lenézték, nevét gúnyosan (a német eredetű bakter mintájára) sakterként emlegették Magyarországon. Ő végzi a zsidó hitközségekben az étkezési célra szánt állatok rituális vallási előírás szerint történő levágását (pl. a kérődző, párosujjú patás („hasított körmű”) emlősök húsa fogyasztható, Jákob csípőficamára való emlékezés miatt, az állat forgóinának fogyasztása tiltott) és ellenőrzését. Képesítését, illetve oklevelét (kabóló, l. o.) három rabbitól nyeri, miután más metszőnél előzőleg gyakorlaton (1. Simmus) volt. Vannak olyan metszők, kik csak szárnyasok vágására vannak jogosítva és viszont olyanok is, kik szarvasmarhát is vágnak. Ez utóbbiak végzik a szarvasmarha tüdejének vizsgálatát is a rituálé szempontjából. Ezt a magasabb képesítésüket a sóchet ubódek („vágó és vizsgáló”) címmel fejezik ki.

## A kóser vágás folyamata

A rituális levágás jogi követelményei Európa:
Kábítás nem szükséges
A vágás utáni kábítás szükséges
Egyidejű kábítás szükséges
Előzetes vágás kábítás szükséges
A rituális levágást betiltották
Nincs adat

A speciális vágási módszer, a sehita (Héber:שחיטה) alkalmával a sakter, aki a rituális vágás végrehajtására jogosult és erre képzett, a négylábú állat vagy a szárnyas nyakán bemetszést végez egy tökéletesen éles pengéjű, erre az aktusra készített késsel, amelynek éle nem lehet csorba. A sakter a vágás előtt imádkozik. A vágás műveletét egyetlen gyors és határozott mozdulattal kell elvégezni. A kést nem lehet nyomni, és a szúrás is tiltott. Ezt a vágási módszert számos állatvédő szervezet kifogásolja, mert az állat teljesen tudatánál van, mialatt elvérzik.

## Külső hivatkozások
- Sakter, Dél-Dakota, USA
- Bizalmi állás - Rosenberg György sakter[halott link]
- Kóser piac - ahol minden egyben van
- The Last Kosher Butcher